# Niklas Ohlson
Niklas Ohlson, folkbokförd som Lars Niclas Ohlson, född Olsson, den 24 november 1971 i Helsingborg, är en svensk film- och TV-regissör, regiassistent, rollsättare, produktionskoordinator, och platschef. Han har under många år varit verksam inom Beck-serien, senast som regissör till filmen Dödläge, som hade premiär på TV4 Play den 9 februari 2024. Han har också varit verksam som regissör i TV-serien Morden i Sandhamn, detta mellan åren 2012 och 2022.

## Filmografi (i urval)

### Filmer
- 2000 – Under tiden (kortfilm)
- 2022 – Beck – Dödsfällan
- 2023 – Beck – Dödläge

### TV-serier
- 2009 – Oskyldigt dömd (TV-serie)
- 2012 – Arne Dahl: Europa Blues (TV-serie) (miniserie)
- 2012–2022 – Morden i Sandhamn (TV-serie)
- 2018 – Springfloden (TV-serie)
- 2020 – Hamilton (TV-serie)